# ضراس (القصيم)
ضراس هي قرية أو أحد أرياف مدينة بريدة تتميز بتضاريس رملية وتعد من أهم المواقع التي تحتوي على مزارع ريفية أسسها عمير بن وائل التويجري قبل أكثر من 200 سنة حوالي عام 1210هـ .وتقع قرية ضراس بمنطقة القصيم وتبعد عن مدينة بريدة خمسة كيلومتر غربا. يقال أن سبب التسمية هو أن الحفير المستخرج من الآبار فيه حجارة تشبه الأضراس.

## الحالة الاقتصادية
لا يمكن التكهن حول الحياة الاقتصادية وسبل معيشة السكان في القرية قبل أكثر من قرن, وذلك لعدم وجود شواهد خاصة بالحالة الاقتصادية للقرية في تلك الحقبة وتمثل الزراعة الحرفة الرئيسية لبلدة ضراس لتوفر الماء وخصوبة الأرض وكانت قديماً محاطة ببساتين النخيل من جميع الجهات ويعمل معظم السكان في الزراعة وأهم المزروعات :
النخيل والحبوب من قمح وشعير وذرة ومن المحاصيل الأخرى الكوسة والخيار والبندورة والبصل والثوم والبطيخ و تزرع هذه الأنواع في فصل الربيع والصيف . وفي الأراضي الخصبة باستثناء البصل والثوم والسبانخ الذي يزرع في فصل الشتاء. ومن المنتجات الزراعية التي تعتمد على الأمطار والسيول زراعة الحبوب مثل القمح والشعير والبرسيم والحبوب المحصول الرئيسي في القرية وعليه يعتمد الأهالي بشكل أساسي.

## الصناعة
تقوم بشكل أساسي على الصناعات اليدوية البدائية وبعض الصناعات الآلية القديمة مثل صناعة المعدات الزراعية الخشبية لحراثة الأرض والمناخل والفؤوس ومعدات تكسير الحجارة وقطع الأخشاب وعدة السواني بأنواعها وكذلك كان هناك بعض الصناعات الخشبية مثل صناعة الأبواب والشبابيك لبيوت الطين.

## التجارة
مما ساعد على زيادة الحركة التجارية بالبلدة أنها ترتبط بطريق يؤدي إلى البكيرية وتسمى قديما جادة البكيرية تبدءا من بريدة مرورا بالخبوب ثم ضراس (سوق أبوعلي) حتى البكيرية ثم قرى كثيرة وصولاً إلى مكة وجدة.

## التعليم
لقد اهتم أبناء بلدة ضراس بالتعليم في وقت مبكر حيث وجدت في بعض الوثائق القديمة والتي تعود لعام 1258 وهي وصيه لأحد أبناء البلدة وفيها يوصي لصرف مبلغ لطلاب المسجد وهذا يدل على اهتمام أهل البلد بالتعليم ، وكان التعليم آنذاك يقتصر على قراءة القران وتدريس بعض العلوم الشرعية.